# Llandovery (Geologie)
| ❮ | System    | Serie      | Stufe        | ≈ Alter (mya) |
| ❮ | später    | später     | später       | jünger        |
| - | --------- | ---------- | ------------ | ------------- |
| ❮ | S i l u r | Pridoli    | Pridolium    | 419,2 ⬍ 423   |
| ❮ | S i l u r | Ludlow     | Ludfordium   | 423 ⬍ 425,6   |
| ❮ | S i l u r | Ludlow     | Gorstium     | 425,6 ⬍ 427,4 |
| ❮ | S i l u r | Wenlock    | Homerium     | 427,4 ⬍ 430,5 |
| ❮ | S i l u r | Wenlock    | Sheinwoodium | 430,5 ⬍ 433,4 |
| ❮ | S i l u r | Llandovery | Telychium    | 433,4 ⬍ 438,5 |
| ❮ | S i l u r | Llandovery | Aeronium     | 438,5 ⬍ 440,8 |
| ❮ | S i l u r | Llandovery | Rhuddanium   | 440,8 ⬍ 443,4 |
| ❮ | früher    | früher     | früher       | älter         |

Das Llandovery (nach Konvention korrekt, aber völlig ungebräuchlich ist Llandoveryum bzw. Llandoveryium) ist in der Erdgeschichte die chronostratigraphische Serie, mit der geochronologisch vor etwa 443.4 Millionen Jahren das System des Silur begann. Die Llandovery-Serie endete vor etwa 433.4 Millionen Jahren mit dem Übergang zum Wenlock. Sie folgt auf die Oberordovizium-Serie bzw. das Hirnantium, der obersten chronostratigraphischen Stufe des Ordoviziums.

## Namensgebung und Geschichte
Der Name rührt von der Stadt Llandovery (Walisisch: Llanymddyfri) in Carmarthenshire (Wales) her. Er wurde 1859 von Roderick Murchison vorgeschlagen.

## Definition und GSSP
Die Grenzen des Llandovery sind durch die bereits festgelegten Grenzen der Stufen des Silurs eindeutig definiert. Die Serie beginnt mit dem Erstauftreten der Graptolithen-Art Akidograptus ascensus; das Erstauftreten der Graptolithen-Art Parakidograptus acuminatus ist nur wenig später (bzw. höher in der Stratigraphie). Die Obergrenze der Serie bildet die (nach neueren Studien) etwas ungenaue Grenze vom Telychium zum Sheinwoodium. Diese liegt zwischen der Basis der Acritarchen-Biozone 5 und dem Aussterben der Conodonten-Art Pterospathodus amorphognathoides. Das Referenzprofil (GSSP = „Global Stratotype Section and Point“) für die Llandovery-Serie, die Rhuddanium-Stufe und das Silur liegt bei Dob's Linn, Moffat (Schottland).

## Untergliederung
Das Llandovery wird in die drei Stufen unterteilt:
- System: Silur (443.4–419.2 mya)
  - Serie: Pridolium (423–419.2 mya) (nicht in weitere Stufen untergliedert)
  - Serie: Ludlow (427.4–423 mya)
  - Serie: Wenlock (433.4–427.4 mya)
  - Serie: Llandovery (443.4–433.4 mya)
    - Stufe: Telychium (438.5–433.4 mya)
    - Stufe: Aeronium (440.8–438.5 mya)
    - Stufe: Rhuddanium (443.4–440.8 mya)